# Liste der Filmfestivals in Portugal
Die Liste der Filmfestivals in Portugal führt die Namen der Filmfestivals auf, die in Portugal stattfinden oder stattfanden.
Dabei werden genannt: die Jahreszahl der jeweiligen ersten Festival-Ausgabe, der Ort (die Stadt), in dem sich die jeweilige(n) Festival-Spielstätte(n) befinden, sowie die inhaltliche Spezialisierung des jeweiligen Festivals, mit Nennung des Ende-Datums bei eingestellten Festivals (soweit bekannt). Hierbei wird die Bezeichnung international verwendet, wenn es hinsichtlich der Produktionsländer der Filme keine geographische Einschränkung gibt. Die Liste ist aufsteigend nach Gründungsjahren geordnet, ein Farbwechsel in den Reihen markiert einen Wechsel im Jahrzehnt des Gründungsdatums. 
Die Liste erhebt keinen Anspruch auf Vollständigkeit.